# Paul Moukila
Paul Sayal Moukila (* 6. Juni 1950 in Souanké, Region Sangha; † 24. Mai 1992) war ein Fußballspieler aus der Republik Kongo.
Moukila, der Mittelfeldspieler war, spielte auf Vereinsebene beinahe ausschließlich bei CARA Brazzaville. Lediglich ein einjähriges Intermezzo beim französischen Verein Racing Straßburg unterbrach seine Zeit in der Landeshauptstadt. Mit seinem Verein gewann Moukila fünf Mal die Meisterschaft der Republik Kongo und 1974 den Afrikapokal der Landesmeister.
Für die Fußballnationalmannschaft der Republik trat Moukila von 1971 bis 1978 an; dabei bestritt er 13 Spiele und erzielte zwei Tore. Er gewann mit der Landesauswahl 1972 die Afrikameisterschaft in Kamerun.
1974 wurde Moukila zu Afrikas Fußballer des Jahres gewählt.